# Порт-Гоксбері
Порт-Гоксбері (англ. Port Hawkesbury) — містечко на північному узбережжі протоки Кансо провінції Нової Шотландії в Канаді. Назване на честь Едварда Гока, 1-го барона Гока.
Населення становить 3922 осіб (2006) зі щільністю (433,5 ос/км²).
Географічні координати: 45°36′55″ пн. ш. 61°21′51″ зх. д. / 45.61528° пн. ш. 61.36417° зх. д..